# Criminal Record
Criminal Record är en brittisk kriminal- och dramaserie som hade premiär på strömningstjänsten Apple TV+ den 10 januari 2024. Första säsongen består av åtta avsnitt. Serien är regisserad av Shaun James Grant och Jim Loach efter ett manus skrivet av Paul Rutman.

## Handling
Serien utspelar sig London där ett anonymt telefonsamtal leder till en konfrontation mellan två poliser som rör ett gammalt mordfall.

## Rollista (i urval)
- Peter Capaldi – Daniel Hegarty
- Cush Jumbo – June Lenker
- Dionne Brown – Chloe Summers
- Stephen Campbell Moore – Leo
- Charlie Creed-Miles – Tony Gilfoyle
- Shaun Dooley – Kim Cardwell
- Aysha Kala – Sonya Singh
- Zoë Wanamaker – Maureen